# Vásárhelyi Géza
Vásárhelyi Géza (Pécs, 1939. szeptember 7. – Torda, 1988. március 23.) magyar költő.

## Életútja
Középiskoláit a kolozsvári Brassai Sámuel Líceumban végezte (1956), a kolozsvári Orvosi és Gyógyszerészeti Intézetben szerzett orvosi diplomát (1962). Szakmai pályáját körorvosként Alsóhomoródon kezdte (1962–63), következő állomásai: Nagysomkút (1963–67), Pusztaszentkirály (1967–68), majd haláláig Kövend.

## Költői munkássága
Költőként a Vitorla-ének (Bukarest, 1967) nemzedékével vált ismertté; első verskötete (Viaskodás az angyallal) nem sokkal később (1969) jelent meg. Verseiben – írta Bertha Zoltán Ki vár engem? címmel megjelentetett hátrahagyott versei kapcsán – „egy felkavart érzelemvilágú, szenvedélyes önmarcangolással és vívódó életlátással teli, modern, egzisztenciális alanyi líra képe bontakozik elénk”. Majd így összegezett: „költészete … egészében az első Forrás-nemzedék lírájának indulati töltetét, energiáját, demonstratív önvizsgáló kérlelhetetlenségét és filozofikus-vizionárius, elvonatkoztató hajlamait, illetve a második Forrás-generáció konkrétabb alanyiságot egyaránt tanúsító szerves érték, megbecsülendő teljesítmény” (Alföld, 1992/4). Énboncoló verseiben költészetének legjavában felszínre jön a közösségi érzés.
Az 1970-es évektől gyakran közölt elemző kritikákat kortársairól: Páskándi Gézáról (Utunk, 1970/35), Kányádi Sándorról (Korunk, 1973/9), Lászlóffy Aladárról (A Hét 1973/22, 1977/11), Király Lászlóról (A Hét, 1976/50), Lászlóffy Csabáról (A Hét, 1977/37), Nyárádi Szabó Zoltánról (Utunk, 1979/41), Palocsay Zsigmondról (Utunk, 1979/45), Mózes Attiláról (Utunk, 1983/4).
Balázs Ferencről írt drámáját az Utunk közölte. Verseiből A lovasroham (Sarja de cavalerie) címen román nyelvű válogatást jelentettek meg 1987-ben Paul Drumaru fordításában.

## Kötetei
- Viaskodás az angyallal. Versek; bev. Kántor Lajos; Irodalmi, Bukarest, 1969 (Forrás)
- A 998. éjszaka. Versek; Kriterion, Bukarest, 1976
- Én ezt már úgyis álmodom (versek, Bukarest, 1979)
- A tébolyult kalmár (esszénovellák, Kolozsvár, 1982)
- Álomtalanul már az örök éjszaka (versek, Bukarest, 1983)
- Álom nem-emlékeimről (versek, Bukarest, 1986)
- Şarja de cavalerie. Versuri; románra ford., bev. Paul Drumaru; Kriterion, Bucuresti, 1987 (Biblioteca Kriterion)
- A nincs-miért-madár (versek, Kriterion, Bukarest, 1988)
- Ki vár engem? Hátrahagyott versek (Budapest, 1991)
- Ne félj, az álom úgyis szertehordoz. Hátrahagyott versek; vál., szerk. Mózes Attila; Kriterion, Bukarest, 1993

## Társasági tagság
- Jósika Miklós Kör alapító tag

## Díjak, elismerések
- 1979-ben elnyerte a Kolozsvári Írók Egyesületének díját.